# NGC 5886
NGC 5886 ist eine Elliptische Galaxie vom Hubble-Typ E im Sternbild Bärenhüter am Nordsternhimmel. Sie ist schätzungsweise 378 Millionen Lichtjahre von der Milchstraße entfernt und hat einen Durchmesser von etwa 110.000 Lichtjahren. Vom Sonnensystem aus entfernt sich die Galaxie mit einer errechneten Radialgeschwindigkeit von näherungsweise 8.300 Kilometern pro Sekunde.
Gemeinsam mit NGC 5888 bildet sie ein gravitativ gebundenes Galaxienpaar.
Das Objekt wurde am 13. Mai 1828 vom britischen Astronomen John Herschel entdeckt.

## Galaktisches Umfeld
| Nr. | Galaxie          | Alternativname            | Rek           | Dek           | Distanz/asec |
| --- | ---------------- | ------------------------- | ------------- | ------------- | ------------ |
| →   | NGC 5886         | LEDA/PGC 54298            | 15h12m45.443s | +41d14m00.89s | 0            |
| 1   | LEDA/PGC 2178411 | 2MASX J15123583+4116198   | 15h12m35.920s | +41d16m19.90s | 175.64       |
| 2   | LEDA/PGC 2176983 | 2MASX J15125994+4110596   | 15h12m59.921s | +41d10m59.97s | 243.58       |
| 3   | NGC 5888         | LEDA/PGC 54316            | 15h13m07.373s | +41d15m52.68s | 271.32       |
| 4   | LEDA/PGC 2176343 | 2MASX J15130146+4108316   | 15h13m01.424s | +41d08m31.23s | 375.85       |
| 5   | NGC 5889         | LEDA/PGC 54317            | 15h13m15.750s | +41d19m40.74s | 481.78       |
| 6   | LEDA/PGC 2178034 | NSA 51437                 | 15h13m35.729s | +41d14m58.72  | 569.97       |
| 7   | LEDA/PGC 2180192 | NSA 51505                 | 15h12m16.266s | +41d22m41.37s | 615.66       |
| 8   | LEDA/PGC 2180690 | WISEA J151210.54+412439.4 | 15h12m10.551s | +41d24m39.22s | 749.65       |
| 9   | LEDA/PGC 2175265 | WISEA J151150.61+410423.2 | 15h11m50.602s | +41d04m23.22s | 847.05       |
| 10  | LEDA/PGC 2178641 | 2MASX J15112194+4117096   | 15h11m21.949s | +41d17m09.31s | 960.23       |